# Campeonato do Canadá de Ciclismo em Estrada

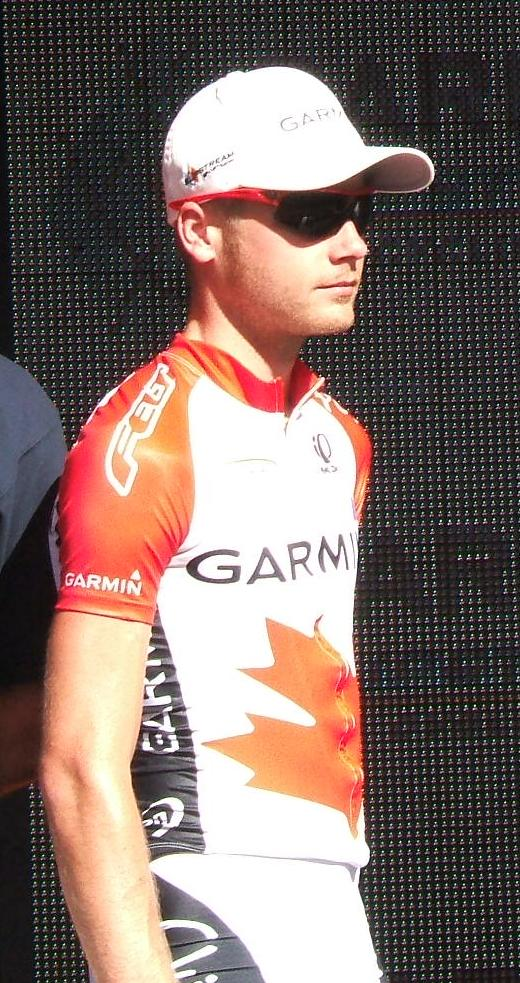
Christian Meier, com o maillot de Campeão do Canadá

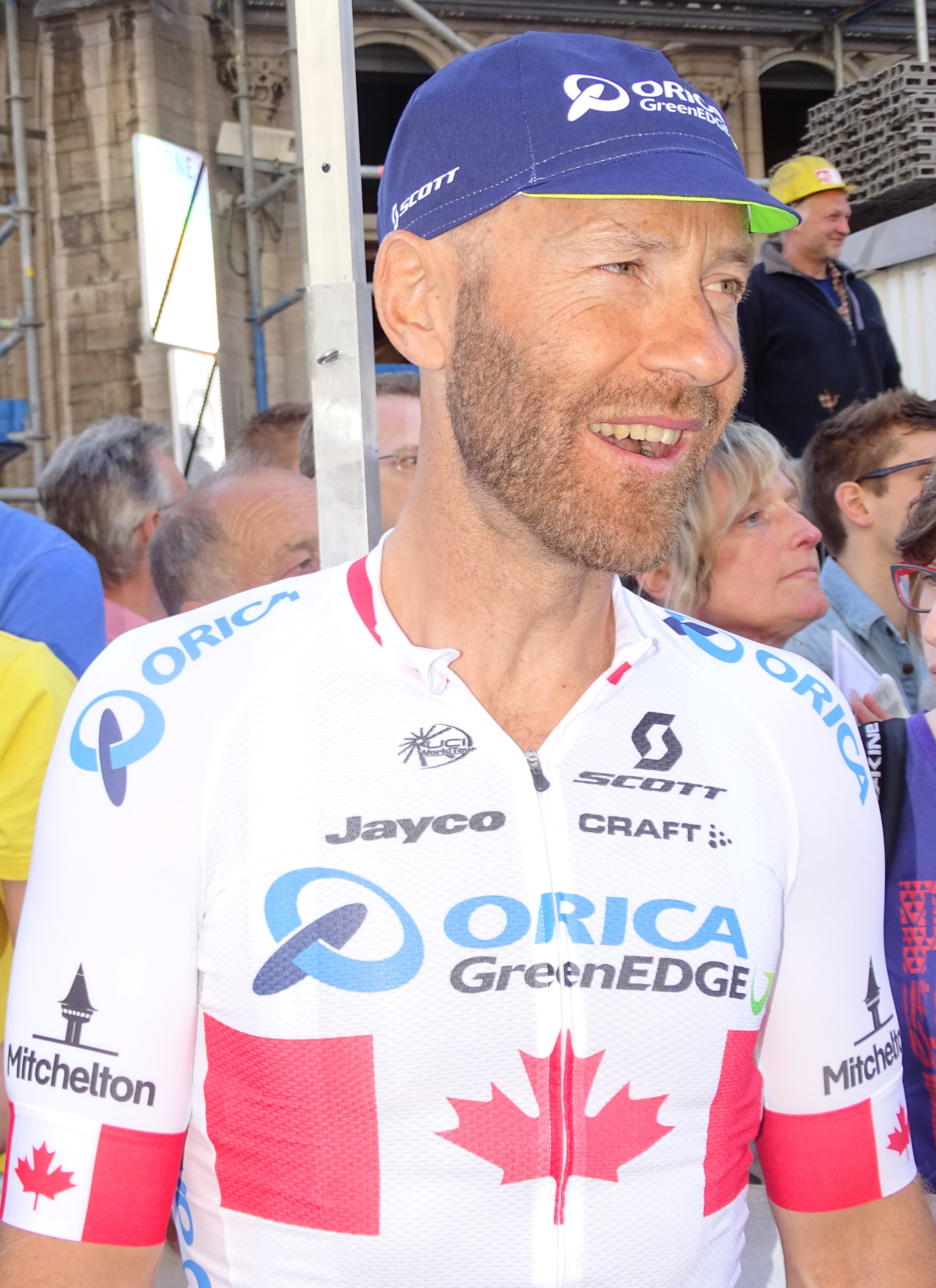
Svein Tuft, duas vezes Campeão do Canadá

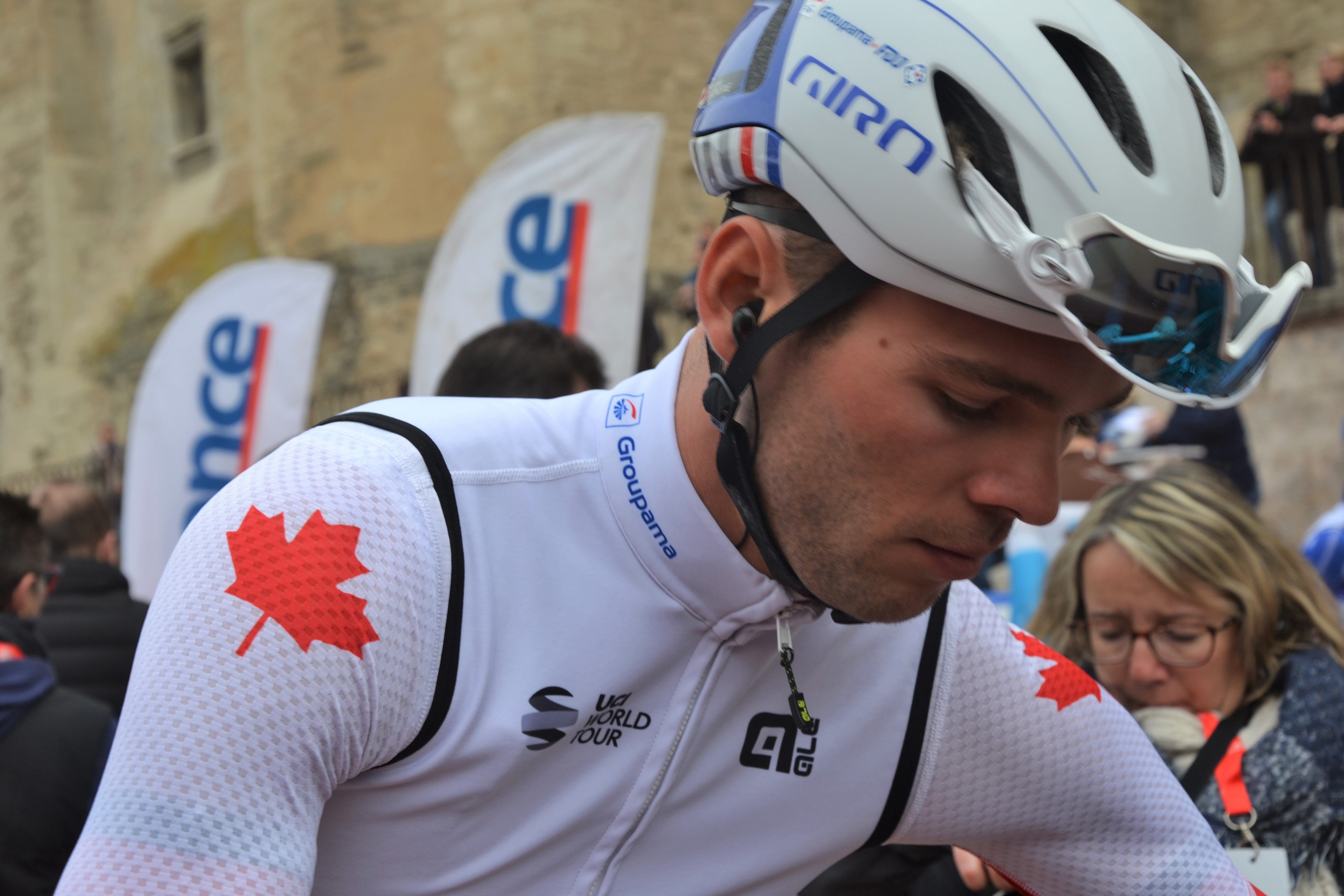
Antoine Duchesne, campeão em 2018

Os Campeonatos do Canadá de Ciclismo em Estrada organizam-se anualmente desde o ano 1996 para determinar o campeão ciclista do Canadá de cada ano. O título outorga-se ao vencedor de uma única corrida. O vencedor obtém o direito a portar um maillot com as cores da bandeira canadiana até ao Campeonato do Canadá do ano seguinte.

## Palmarés

### Masculino
| Ano  | Ganhador            | Segundo            | Terceiro              |
| 1959 | Egidio Bolzon       |                    |                       |
| 1960 | Alessandro Messina  |                    |                       |
| 1961 | Não se organizou    | Não se organizou   | Não se organizou      |
| 1962 | Egidio Bolzon       |                    |                       |
| 1963 | Sammy Watson        |                    |                       |
| 1964 | Giacomo Segat       |                    |                       |
| 1965 | Não se organizou    | Não se organizou   | Não se organizou      |
| 1966 | Paolo Mori          |                    |                       |
| 1967 | Stu Mapp            |                    |                       |
| 1968 | Joe Jones           |                    |                       |
| 1969 | Horst Stuewe        |                    |                       |
| 1970 | Max Grace           |                    |                       |
| 1971 | Max Grace           |                    |                       |
| 1972 | Max Grace           |                    |                       |
| 1973 | Norman Lowe         |                    |                       |
| 1974 | Jocelyn Lovell      |                    |                       |
| 1975 | Brian Keast         |                    |                       |
| 1976 | Pierre Harvey       |                    |                       |
| 1977 | Rum Hayman          |                    |                       |
| 1978 | Norman Saint-Aubin  |                    |                       |
| 1979 | Não se disputou     | Não se disputou    | Não se disputou       |
| 1980 | Bernie Willock      |                    |                       |
| 1981 | Steve Bauer         |                    |                       |
| 1982 | Steve Bauer         |                    |                       |
| 1983 | Steve Bauer         |                    |                       |
| 1984 | Andrew Hansen       |                    |                       |
| 1985 | Gervais Rioux       | Alex Stieda        | Mark Berger           |
| 1986 | Eon D'Ornellas      |                    |                       |
| 1987 | Gervais Rioux       |                    |                       |
| 1988 | Brian Walton        |                    |                       |
| 1989 | P. Rygielski        |                    |                       |
| 1990 | Colin Davidson      |                    |                       |
| 1991 | Todd McNutt         |                    |                       |
| 1992 | Scott Price         | Blair Saunders     | Steve Rover           |
| 1993 | Matthew Anand       |                    |                       |
| 1994 | Czeslaw Lukaszewicz |                    |                       |
| 1995 | Matthew Anand       | Michael Barry      | Jacques Landry        |
| 1996 | Steve Rover         | Eric Wohlberg      | Jean-Sébastien Béland |
| 1997 | Czeslaw Lukaszewicz | Eric Wohlberg      | Matt Anand            |
| 1998 | Mark Walters        | Brian Walton       | Czeslaw Lukaszewicz   |
| 1999 | Czeslaw Lukaszewicz | Matt Anand         | Sylvain Beauchamp     |
| 2000 | Czeslaw Lukaszewicz | Gordon Fraser      | Brian Walton          |
| 2001 | Mark Walters        | Michael Barry      | Min van Velzen        |
| 2002 | Andrew Randell      | Dominique Cadelas  | Antoine Varghese      |
| 2003 | Dominique Perras    | Mark Walters       | Eric Wohlberg         |
| 2004 | Gordon Fraser       | Svein Tuft         | Alexandre Lavallee    |
| 2005 | François Parisien   | Eric Wohlberg      | Dominique Cadelas     |
| 2006 | Dominique Rollin    | Svein Tuft         | Dominique Cadelas     |
| 2007 | Cameron Evans       | Andrew Randell     | Dominique Perras      |
| 2008 | Christian Meier     | Bruno Langlois     | Jacob Erker           |
| 2009 | Guillaume Boivin    | Andre Tremblay     | Andrew Hunt           |
| 2010 | Will Routley        | Andrew Randell     | Bruno Langlois        |
| 2011 | Svein Tuft          | Will Routley       | Zachary Bell          |
| 2012 | Ryan Roth           | Michael Barry      | Marsh Cooper          |
| 2013 | Zachary Bell        | Ryan Anderson      | Antoine Duchesne      |
| 2014 | Svein Tuft          | Ryan Roth          | Christian Meier       |
| 2015 | Guillaume Boivin    | Ryan Anderson      | Ryan Roth             |
| 2016 | Bruno Langlois      | Ben Perry          | Will Routley          |
| 2017 | Matteo Dal-cin      | Marc-Antoine Soucy | Pier-André Côté       |
| 2018 | Antoine Duchesne    | Ben Perry          | Nigel Ellsay          |
| 2019 | Adam de Vos         | Nigel Ellsay       | Nickolas Zukowsky     |

### Esperanças
| Ano  | Vencedor           | Segundo           | Terceiro                 |
| 2003 | Martin Gilbert     | Murray Carter     | Cory Jay                 |
| 2004 | Cameron Evans      | François Parisien | Will Routley             |
| 2005 | Ryan Roth          | Christian Meier   | Kevin Lacombe            |
| 2006 | David Veilleux     |                   |                          |
| 2007 | Christian Meier    | Ryan Anderson     | Eric Boily               |
| 2008 | David Veilleux     |                   |                          |
| 2009 | Guillaume Boivin   | André Tremblay    | Andrew Hunt              |
| 2010 | Jesse Reams        | Arnaud Papillon   | David Boily              |
| 2011 | Hugo Houle         | Jamie Riggs       | Spencer Smitheman        |
| 2012 | Antoine Duchesne   | David Boily       | Hugo Houle               |
| 2013 | Antoine Duchesne   | Pierrick Naud     | Stuart Wight             |
| 2014 | Benjamin Perry     | Kris Dahl         | Jay Lamoureux            |
| 2015 | Benjamin Perry     | Adam de Vos       | Alexander Cataford       |
| 2016 | Benjamin Perry     | Olivier Brisebois | Nicolas Masbourian       |
| 2017 | Marc-Antoine Soucy | Pier-André Côté   | Thierry Kirouac-Marcassa |

### Feminino
| Ano  | Vencedor      | Segundo         | Terceiro           |
| ---- | ------------- | --------------- | ------------------ |
| 1974 | France Richer | Marilyn Freeman | Jane McVeigh       |
| 1975 | Karen Strong  | Jane McVeigh    | Betty Schepens     |
| 1976 | Karen Strong  | Doura Horbatiuk | Sylvia Burka       |
| 1977 | Sylvia Burka  | Karen Strong    | Carole Vanier      |
| 1978 | Sylvia Burka  | J. Stevens      | M.A. Kokan         |
| 1979 | Karen Strong  | Sylvia Burka    | Marie-Claude Audet |
| 1979 |               |                 |                    |
| 1980 |               |                 |                    |
| 1981 |               |                 |                    |
| 1982 |               |                 |                    |
| 1983 |               |                 |                    |
| 1984 |               |                 |                    |
| 1985 |               |                 |                    |
| 1986 |               |                 |                    |
| 1987 |               |                 |                    |
| 1988 |               |                 |                    |
| 1989 |               |                 |                    |
| 1990 |               |                 |                    |
| 1991 |               |                 |                    |
| 1992 |               |                 |                    |
| 1993 |               |                 |                    |
| 1994 |               |                 |                    |
| 1995 |               |                 |                    |
| 1996 |               |                 |                    |
| 1997 |               |                 |                    |
| 1998 |               |                 |                    |
| 1999 |               |                 |                    |
| 2000 |               |                 |                    |
| 2001 |               |                 |                    |
| 2002 |               |                 |                    |
| 2003 |               |                 |                    |
| 2004 |               |                 |                    |
| 2005 |               |                 |                    |
| 2006 |               |                 |                    |
| 2007 |               |                 |                    |
| 2008 |               |                 |                    |
| 2009 |               |                 |                    |
| 2010 |               |                 |                    |
| 2011 |               |                 |                    |
| 2012 |               |                 |                    |
| 2013 |               |                 |                    |
| 2014 |               |                 |                    |
| 2015 |               |                 |                    |
| 2016 |               |                 |                    |
| 2017 |               |                 |                    |
| 2018 |               |                 |                    |
| 2019 |               |                 |                    |
| 2020 |               |                 |                    |
| 2021 |               |                 |                    |
| 2022 |               |                 |                    |
| 2023 |               |                 |                    |
| 2024 |               |                 |                    |